# ياروسلاف بويكو
ياروسلاف بويكو (بالروسية: Ярослав Николаевич Бойко)‏ هو ممثل روسي (وحمل سابقاً جنسية الاتحاد السوفيتي)، ولد في 14 مايو 1970 بكييف في أوكرانيا. بدأ مشواره المهني سنة 1991.

## وصلات خارجية
- ياروسلاف بويكو على موقع IMDb (الإنجليزية)
- ياروسلاف بويكو على موقع قاعدة بيانات الفيلم (الإنجليزية)
- ياروسلاف بويكو على موقع كينوبويسك (الروسية)